# Reprezentacja Słowacji w piłce nożnej plażowej mężczyzn
Reprezentacja Słowacji w piłce nożnej plażowej to oficjalna drużyna reprezentująca Słowację w rozgrywkach piłki nożnej plażowej. Dotychczas drużynie nie udało się odnieść żadnego sukcesu w rozgrywkach międzynarodowych. Należy do Słowackiego Związku Piłki Nożnej oraz do UEFA.

## Występy

### Turniej kwalifikacyjny do mistrzostw świata
| Rok              | Runda             | M                 | Z                 | Z pd./rz.k.       | P                 | G+                | G-                | +/-               |
| ---------------- | ----------------- | ----------------- | ----------------- | ----------------- | ----------------- | ----------------- | ----------------- | ----------------- |
| Hiszpania 2008   | faza grupowa      | 3                 | 1                 | 0                 | 2                 | 12                | 16                | -4                |
| Hiszpania 2009   | Nie brała udziału | Nie brała udziału | Nie brała udziału | Nie brała udziału | Nie brała udziału | Nie brała udziału | Nie brała udziału | Nie brała udziału |
| Włochy 2010      | faza grupowa      | 3                 | 1                 | 0                 | 2                 | 8                 | 17                | -9                |
| Rosja 2012       | Nie brała udziału | Nie brała udziału | Nie brała udziału | Nie brała udziału | Nie brała udziału | Nie brała udziału | Nie brała udziału | Nie brała udziału |
| Włochy 2014      | faza grupowa      | 3                 | 0                 | 0                 | 3                 | 6                 | 28                | -22               |
| Włochy 2016      | Nie brała udziału | Nie brała udziału | Nie brała udziału | Nie brała udziału | Nie brała udziału | Nie brała udziału | Nie brała udziału | Nie brała udziału |
| Rosja 2019       | Nie brała udziału | Nie brała udziału | Nie brała udziału | Nie brała udziału | Nie brała udziału | Nie brała udziału | Nie brała udziału | Nie brała udziału |
| Portugalia 2021  | Nie brała udziału | Nie brała udziału | Nie brała udziału | Nie brała udziału | Nie brała udziału | Nie brała udziału | Nie brała udziału | Nie brała udziału |
| Azerbejdżan 2023 | Nie brała udziału | Nie brała udziału | Nie brała udziału | Nie brała udziału | Nie brała udziału | Nie brała udziału | Nie brała udziału | Nie brała udziału |
| Hiszpania 2024   | Nie brała udziału | Nie brała udziału | Nie brała udziału | Nie brała udziału | Nie brała udziału | Nie brała udziału | Nie brała udziału | Nie brała udziału |
| Łącznie          | Łącznie           | 9                 | 2                 | 0                 | 7                 | 26                | 61                | -35               |

### Mistrzostwa świata
| Rok             | Runda                              | M                                  | Z                                  | Z pd./rz.k.                        | P                                  | G+                                 | G-                                 | +/-                                |
| --------------- | ---------------------------------- | ---------------------------------- | ---------------------------------- | ---------------------------------- | ---------------------------------- | ---------------------------------- | ---------------------------------- | ---------------------------------- |
| Brazylia 1995   | Nie brała udziału w kwalifikacjach | Nie brała udziału w kwalifikacjach | Nie brała udziału w kwalifikacjach | Nie brała udziału w kwalifikacjach | Nie brała udziału w kwalifikacjach | Nie brała udziału w kwalifikacjach | Nie brała udziału w kwalifikacjach | Nie brała udziału w kwalifikacjach |
| Brazylia 1996   | Nie brała udziału w kwalifikacjach | Nie brała udziału w kwalifikacjach | Nie brała udziału w kwalifikacjach | Nie brała udziału w kwalifikacjach | Nie brała udziału w kwalifikacjach | Nie brała udziału w kwalifikacjach | Nie brała udziału w kwalifikacjach | Nie brała udziału w kwalifikacjach |
| Brazylia 1997   | Nie brała udziału w kwalifikacjach | Nie brała udziału w kwalifikacjach | Nie brała udziału w kwalifikacjach | Nie brała udziału w kwalifikacjach | Nie brała udziału w kwalifikacjach | Nie brała udziału w kwalifikacjach | Nie brała udziału w kwalifikacjach | Nie brała udziału w kwalifikacjach |
| Brazylia 1998   | Nie brała udziału w kwalifikacjach | Nie brała udziału w kwalifikacjach | Nie brała udziału w kwalifikacjach | Nie brała udziału w kwalifikacjach | Nie brała udziału w kwalifikacjach | Nie brała udziału w kwalifikacjach | Nie brała udziału w kwalifikacjach | Nie brała udziału w kwalifikacjach |
| Brazylia 1999   | Nie brała udziału w kwalifikacjach | Nie brała udziału w kwalifikacjach | Nie brała udziału w kwalifikacjach | Nie brała udziału w kwalifikacjach | Nie brała udziału w kwalifikacjach | Nie brała udziału w kwalifikacjach | Nie brała udziału w kwalifikacjach | Nie brała udziału w kwalifikacjach |
| Brazylia 2000   | Nie brała udziału w kwalifikacjach | Nie brała udziału w kwalifikacjach | Nie brała udziału w kwalifikacjach | Nie brała udziału w kwalifikacjach | Nie brała udziału w kwalifikacjach | Nie brała udziału w kwalifikacjach | Nie brała udziału w kwalifikacjach | Nie brała udziału w kwalifikacjach |
| Brazylia 2001   | Nie brała udziału w kwalifikacjach | Nie brała udziału w kwalifikacjach | Nie brała udziału w kwalifikacjach | Nie brała udziału w kwalifikacjach | Nie brała udziału w kwalifikacjach | Nie brała udziału w kwalifikacjach | Nie brała udziału w kwalifikacjach | Nie brała udziału w kwalifikacjach |
| Brazylia 2002   | Nie brała udziału w kwalifikacjach | Nie brała udziału w kwalifikacjach | Nie brała udziału w kwalifikacjach | Nie brała udziału w kwalifikacjach | Nie brała udziału w kwalifikacjach | Nie brała udziału w kwalifikacjach | Nie brała udziału w kwalifikacjach | Nie brała udziału w kwalifikacjach |
| Brazylia 2003   | Nie brała udziału w kwalifikacjach | Nie brała udziału w kwalifikacjach | Nie brała udziału w kwalifikacjach | Nie brała udziału w kwalifikacjach | Nie brała udziału w kwalifikacjach | Nie brała udziału w kwalifikacjach | Nie brała udziału w kwalifikacjach | Nie brała udziału w kwalifikacjach |
| Brazylia 2004   | Nie brała udziału w kwalifikacjach | Nie brała udziału w kwalifikacjach | Nie brała udziału w kwalifikacjach | Nie brała udziału w kwalifikacjach | Nie brała udziału w kwalifikacjach | Nie brała udziału w kwalifikacjach | Nie brała udziału w kwalifikacjach | Nie brała udziału w kwalifikacjach |
| Brazylia 2005   | Nie brała udziału w kwalifikacjach | Nie brała udziału w kwalifikacjach | Nie brała udziału w kwalifikacjach | Nie brała udziału w kwalifikacjach | Nie brała udziału w kwalifikacjach | Nie brała udziału w kwalifikacjach | Nie brała udziału w kwalifikacjach | Nie brała udziału w kwalifikacjach |
| Brazylia 2006   | Nie brała udziału w kwalifikacjach | Nie brała udziału w kwalifikacjach | Nie brała udziału w kwalifikacjach | Nie brała udziału w kwalifikacjach | Nie brała udziału w kwalifikacjach | Nie brała udziału w kwalifikacjach | Nie brała udziału w kwalifikacjach | Nie brała udziału w kwalifikacjach |
| Brazylia 2007   | Nie brała udziału w kwalifikacjach | Nie brała udziału w kwalifikacjach | Nie brała udziału w kwalifikacjach | Nie brała udziału w kwalifikacjach | Nie brała udziału w kwalifikacjach | Nie brała udziału w kwalifikacjach | Nie brała udziału w kwalifikacjach | Nie brała udziału w kwalifikacjach |
| Francja 2008    | Nie zakwalifikowała się            | Nie zakwalifikowała się            | Nie zakwalifikowała się            | Nie zakwalifikowała się            | Nie zakwalifikowała się            | Nie zakwalifikowała się            | Nie zakwalifikowała się            | Nie zakwalifikowała się            |
| ZEA 2009        | Nie brała udziału w kwalifikacjach | Nie brała udziału w kwalifikacjach | Nie brała udziału w kwalifikacjach | Nie brała udziału w kwalifikacjach | Nie brała udziału w kwalifikacjach | Nie brała udziału w kwalifikacjach | Nie brała udziału w kwalifikacjach | Nie brała udziału w kwalifikacjach |
| Włochy 2011     | Nie zakwalifikowała się            | Nie zakwalifikowała się            | Nie zakwalifikowała się            | Nie zakwalifikowała się            | Nie zakwalifikowała się            | Nie zakwalifikowała się            | Nie zakwalifikowała się            | Nie zakwalifikowała się            |
| Tahiti 2013     | Nie brała udziału w kwalifikacjach | Nie brała udziału w kwalifikacjach | Nie brała udziału w kwalifikacjach | Nie brała udziału w kwalifikacjach | Nie brała udziału w kwalifikacjach | Nie brała udziału w kwalifikacjach | Nie brała udziału w kwalifikacjach | Nie brała udziału w kwalifikacjach |
| Portugalia 2015 | Nie zakwalifikowała się            | Nie zakwalifikowała się            | Nie zakwalifikowała się            | Nie zakwalifikowała się            | Nie zakwalifikowała się            | Nie zakwalifikowała się            | Nie zakwalifikowała się            | Nie zakwalifikowała się            |
| Bahamy 2017     | Nie brała udziału w kwalifikacjach | Nie brała udziału w kwalifikacjach | Nie brała udziału w kwalifikacjach | Nie brała udziału w kwalifikacjach | Nie brała udziału w kwalifikacjach | Nie brała udziału w kwalifikacjach | Nie brała udziału w kwalifikacjach | Nie brała udziału w kwalifikacjach |
| Paragwaj 2019   | Nie brała udziału w kwalifikacjach | Nie brała udziału w kwalifikacjach | Nie brała udziału w kwalifikacjach | Nie brała udziału w kwalifikacjach | Nie brała udziału w kwalifikacjach | Nie brała udziału w kwalifikacjach | Nie brała udziału w kwalifikacjach | Nie brała udziału w kwalifikacjach |
| Rosja 2021      | Nie brała udziału w kwalifikacjach | Nie brała udziału w kwalifikacjach | Nie brała udziału w kwalifikacjach | Nie brała udziału w kwalifikacjach | Nie brała udziału w kwalifikacjach | Nie brała udziału w kwalifikacjach | Nie brała udziału w kwalifikacjach | Nie brała udziału w kwalifikacjach |
| ZEA 2024        | Nie brała udziału w kwalifikacjach | Nie brała udziału w kwalifikacjach | Nie brała udziału w kwalifikacjach | Nie brała udziału w kwalifikacjach | Nie brała udziału w kwalifikacjach | Nie brała udziału w kwalifikacjach | Nie brała udziału w kwalifikacjach | Nie brała udziału w kwalifikacjach |
| Seszele 2025    | Nie brała udziału w kwalifikacjach | Nie brała udziału w kwalifikacjach | Nie brała udziału w kwalifikacjach | Nie brała udziału w kwalifikacjach | Nie brała udziału w kwalifikacjach | Nie brała udziału w kwalifikacjach | Nie brała udziału w kwalifikacjach | Nie brała udziału w kwalifikacjach |

### Europejska Liga Beach Soccera
| Rok     | Dywizja           | Miejsce           | M                 | Z                 | Z pd./rz.k.       | P                 | G+                | G-                | +/-               |
| ------- | ----------------- | ----------------- | ----------------- | ----------------- | ----------------- | ----------------- | ----------------- | ----------------- | ----------------- |
| 1998    | Nie brała udziału | Nie brała udziału | Nie brała udziału | Nie brała udziału | Nie brała udziału | Nie brała udziału | Nie brała udziału | Nie brała udziału | Nie brała udziału |
| 1999    | Nie brała udziału | Nie brała udziału | Nie brała udziału | Nie brała udziału | Nie brała udziału | Nie brała udziału | Nie brała udziału | Nie brała udziału | Nie brała udziału |
| 2000    | Nie brała udziału | Nie brała udziału | Nie brała udziału | Nie brała udziału | Nie brała udziału | Nie brała udziału | Nie brała udziału | Nie brała udziału | Nie brała udziału |
| 2001    | Nie brała udziału | Nie brała udziału | Nie brała udziału | Nie brała udziału | Nie brała udziału | Nie brała udziału | Nie brała udziału | Nie brała udziału | Nie brała udziału |
| 2002    | Nie brała udziału | Nie brała udziału | Nie brała udziału | Nie brała udziału | Nie brała udziału | Nie brała udziału | Nie brała udziału | Nie brała udziału | Nie brała udziału |
| 2003    | Nie brała udziału | Nie brała udziału | Nie brała udziału | Nie brała udziału | Nie brała udziału | Nie brała udziału | Nie brała udziału | Nie brała udziału | Nie brała udziału |
| 2004    | Nie brała udziału | Nie brała udziału | Nie brała udziału | Nie brała udziału | Nie brała udziału | Nie brała udziału | Nie brała udziału | Nie brała udziału | Nie brała udziału |
| 2005    | Nie brała udziału | Nie brała udziału | Nie brała udziału | Nie brała udziału | Nie brała udziału | Nie brała udziału | Nie brała udziału | Nie brała udziału | Nie brała udziału |
| 2006    | Nie brała udziału | Nie brała udziału | Nie brała udziału | Nie brała udziału | Nie brała udziału | Nie brała udziału | Nie brała udziału | Nie brała udziału | Nie brała udziału |
| 2007    | Nie brała udziału | Nie brała udziału | Nie brała udziału | Nie brała udziału | Nie brała udziału | Nie brała udziału | Nie brała udziału | Nie brała udziału | Nie brała udziału |
| 2008    | Nie brała udziału | Nie brała udziału | Nie brała udziału | Nie brała udziału | Nie brała udziału | Nie brała udziału | Nie brała udziału | Nie brała udziału | Nie brała udziału |
| 2009    | Nie brała udziału | Nie brała udziału | Nie brała udziału | Nie brała udziału | Nie brała udziału | Nie brała udziału | Nie brała udziału | Nie brała udziału | Nie brała udziału |
| 2010    | Nie brała udziału | Nie brała udziału | Nie brała udziału | Nie brała udziału | Nie brała udziału | Nie brała udziału | Nie brała udziału | Nie brała udziału | Nie brała udziału |
| 2011    | Nie brała udziału | Nie brała udziału | Nie brała udziału | Nie brała udziału | Nie brała udziału | Nie brała udziału | Nie brała udziału | Nie brała udziału | Nie brała udziału |
| 2012    | Nie brała udziału | Nie brała udziału | Nie brała udziału | Nie brała udziału | Nie brała udziału | Nie brała udziału | Nie brała udziału | Nie brała udziału | Nie brała udziału |
| 2013    | Nie brała udziału | Nie brała udziału | Nie brała udziału | Nie brała udziału | Nie brała udziału | Nie brała udziału | Nie brała udziału | Nie brała udziału | Nie brała udziału |
| 2014    | Nie brała udziału | Nie brała udziału | Nie brała udziału | Nie brała udziału | Nie brała udziału | Nie brała udziału | Nie brała udziału | Nie brała udziału | Nie brała udziału |
| 2015    | Nie brała udziału | Nie brała udziału | Nie brała udziału | Nie brała udziału | Nie brała udziału | Nie brała udziału | Nie brała udziału | Nie brała udziału | Nie brała udziału |
| 2016    | Nie brała udziału | Nie brała udziału | Nie brała udziału | Nie brała udziału | Nie brała udziału | Nie brała udziału | Nie brała udziału | Nie brała udziału | Nie brała udziału |
| 2017    | Nie brała udziału | Nie brała udziału | Nie brała udziału | Nie brała udziału | Nie brała udziału | Nie brała udziału | Nie brała udziału | Nie brała udziału | Nie brała udziału |
| 2018    | Nie brała udziału | Nie brała udziału | Nie brała udziału | Nie brała udziału | Nie brała udziału | Nie brała udziału | Nie brała udziału | Nie brała udziału | Nie brała udziału |
| 2019    | Nie brała udziału | Nie brała udziału | Nie brała udziału | Nie brała udziału | Nie brała udziału | Nie brała udziału | Nie brała udziału | Nie brała udziału | Nie brała udziału |
| 2020    | Nie brała udziału | Nie brała udziału | Nie brała udziału | Nie brała udziału | Nie brała udziału | Nie brała udziału | Nie brała udziału | Nie brała udziału | Nie brała udziału |
| 2021    | B                 | 6.                | 4                 | 1                 | 0                 | 3                 | 14                | 21                | -7                |
| 2022    | Nie brała udziału | Nie brała udziału | Nie brała udziału | Nie brała udziału | Nie brała udziału | Nie brała udziału | Nie brała udziału | Nie brała udziału | Nie brała udziału |
| 2023    | B                 | 6.                | 5                 | 1                 | 0                 | 4                 | 10                | 28                | -18               |
| 2024    | Nie brała udziału | Nie brała udziału | Nie brała udziału | Nie brała udziału | Nie brała udziału | Nie brała udziału | Nie brała udziału | Nie brała udziału | Nie brała udziału |
| Łącznie | Łącznie           | Łącznie           | 9                 | 2                 | 0                 | 7                 | 24                | 49                | -25               |